# 北新奥里藏特
北新奥里藏特是巴西马托格罗索州的一个市镇。总面积938.389平方公里，总人口3815人，人口密度4.1人/平方公里。